# TEJO (organisatie)
TEJO (Therapeuten voor Jongeren) is een van oorsprong Vlaamse vereniging zonder winstoogmerk, die gratis therapeutische ondersteuning biedt aan jongeren tussen 10 en 20 jaar. Vanuit negentien TEJO-huizen in Vlaanderen en drie in Nederland. TEJO biedt laagdrempelige, therapeutische hulp: dienstverlening gebeurt door professionele therapeuten op vrijwillige basis. Die vereniging wil op die wijze dringende hulpvragen bij jongeren in een vroeg stadium opvangen, zodat de problemen niet verder escaleren. TEJO biedt jongeren een ‘pedagogische plek’ (Prof. dr. Jan Masschelein) waar ze even tot rust kunnen komen en waar er naar hen geluisterd wordt door deskundige vrijwilligers.

## Therapeuten
Alle vrijwillige therapeuten (ongeveer 650) zijn professionele bachelors met bijkomend minimaal een therapeutische opleiding van 3 jaar, of een master in de psychologie, en moeten zich minstens een tweetal uur per week kunnen inzetten.
In 2015 waren twee derde van de bezoekers meisjes van 88 verschillende nationaliteiten, voornamelijk tussen 13 en 18 jaar oud. In totaal kregen in 2022 3.698 jongeren begeleiding over heel Vlaanderen.

## Geschiedenis
Op 20 november 2009 lanceerde jurist en gedragspedagoog Ingrid De Jonghe de vzw ‘Jeugdtherapeuten zonder grenzen’ met oog op psychologische ondersteuning voor jongeren die door lange wachtlijsten niet terecht kunnen in een Centrum voor Geestelijke Gezondheidszorg. Op 13 maart 2010 opende het eerste TEJO-huis in Antwerpen met 45 vrijwilligers.
In 2013 kwamen er huizen bij in Gent en Ronse. In 2015 opende een huis in Mechelen en Turnhout en werden Lier, Brasschaat, Brugge en Kortrijk voorbereid. Daarna kwamen ook nog Ieper, Oostende, Roeselare en Schoten. Met een vestiging in Goes opende in 2018 het eerste TeJo-huis in Nederland. In 2018 sloegen de gemeentes Kalmthout, Kapellen en Wuustwezel de handen in elkaar voor de oprichting van een nieuw TEJO-huis en in oktober opende een huis in Roeselare. In september 2019 opende een vestiging in Leuven en een jaar later in Brussel. In 2021 kwamen er huizen bij in Oudenaarde en Sint-Niklaas. In april 2021 opende het TEJO-huis in Hasselt Begin 2022 ging TEJO Knokke-Heist open.
Op 21 juli 2018 werd De Jonghe barones als blijk van erkenning voor haar inzet en verwezenlijkingen. Als organisatie stelt TEJO zich tot doel om in elke centrumstad een huis te openen voor gratis psychische hulp.